# Муту, Юг
Юг Муту́ (фр. Hugues Moutouh; род. 22 декабря 1967, Париж) — французский юрист, высокопоставленный государственный служащий, публицист. Бывший университетский профессор публичного права. Префект Эро с 19 июля 2021 года (сменил на этом посту Жака Витковски).

## Биография
Юг Муту родился и вырос в Париже. Он поступил в бордоский Институт политических исследований (Sciences Po Bordeaux, IEP) и параллельно изучал право в университете. Он получил образование (DEA) в области публичного права, а затем докторскую степень после защиты диссертации по групповому праву во французском публичном. В 1998 году он успешно сдал экзамен «агреже» по государственному праву, позволяющий преподавать в вузах.
Лектор в Университете Бордо IV и IEP Бордо, профессор публичного права в Канском университете. Впоследствии он присоединился к нескольким министерским кабинетам при правительстве Раффарена. Технический советник министра внутренних дел Николя Саркози. Завершил преподавательскую деятельность после ухода в политику.
Он был президентом холдинговой компании Diables Reds Holding, 70 % акций которой принадлежит футбольному клубу «Валансьен».
Фанат регби и единоборств. Хозяин собаки, которую он назвал Путиным.
Совет министров Франции утвердил 13 сентября 2023 года Муту новым префектом Приморских Альп.

## Награды
- Кавалер ордена Почётного легиона (14 июля 2023)[5]
- Золотая медаль за заслуги перед молодёжью, спортом и общественными организациями
- Почётная медаль Национальной полиции (Франция)

## Публикации
- Hugues Moutouh et Jérôme Poirot (dir.), Dictionnaire du renseignement, Coll. Tempus, Éditions Perrin, 2020, 864 p.
- Hugues Moutouh, 168 heures chrono: la traque de Mohamed Merah, Plon, 2013, 180 p.
- Hugues Moutouh, Ernest Psichari: L’aventure et la grâce, coll. Biographie, Éditions du Rocher, 2007, 263 p.
- Hugues Moutouh et Jean Rivero, Libertés Publiques, tomes 1 et 2, Presses universitaires de France, 2003
- Hugues Moutouh, Les Tsiganes, Coll. Dominos, Flammarion, 2000